# Простий план (фільм)
«Простий план» (англ. A Simple Plan) — американський драматичний фільм 1998 року. Сценарій до фільму написав автор однойменного роману Скотт Сміт. Сценарист і актор другого плану Біллі Боб Торнтон були номіновані на премію «Оскар». Фільм отримав загалом схвальну реакцію критиків.

## Сюжет
У передноворічний день троє чоловіків знаходять у лісі літак, а в ньому більш ніж 4 млн доларів готівкою. Головний герой Хенк Мітчелл, його брат Джейкоб і його товариш Лу вирішили взяти гроші собі. За їхнім планом, вони мали поділити гроші на трьох після певного часу, коли поліція перестане шукати літак і гроші. Однак жадоба до грошей кардинально змінює обставини, гинуть люди, а також Джейкоб і Лу. Лише дивом Хенку вдається врятуватися від гангстера, справжнього володаря знайдених у лісі грошей.

## Реакція критиків
Критики загалом оцінили фільм позитивно, актор другого плану Біллі Боб Торнтон і автор сценарію Скотт Сміт були номіновані на премію «Оскар». Фільм вважається однією з найкращих робіт режисера Сема Реймі. У сценарії фільму на відміну від роману, Скотт Сміт дещо змінив сюжет: із фільму зникли згадки про злочини головного героя Хенка Мітчела, його підступне вбивство власного брата, та ще декількох незнайомих йому людей у магазині, коли з'явилася загроза, що поліція вийде на його слід.

## У ролях
- Білл Пекстон — Хенк Мітчелл
- Бріджит Фонда — Сара Мітчелл
- Біллі Боб Торнтон — Джейкоб Мітчелл
- Брент Бріско — Лу Чамберс
- Гері Коул — Ніл Бакстер
- Джек Волш — Том Батлер
- Челсі Росс — шериф Карл Дженкінс
- Беккі Енн Бейкер — Ненсі Чамберс
- Боб Девіс — агент ФБР Ренкінс
- Пітер Сівертсен — агент ФБР Фрімонт
- Том Кері — Двайт Стівенсон